# قسم سر أسياب يوسفي الريفي (مقاطعة بهمئي)
قسم سر أسياب يوسفي الريفي (بالفارسية: دهستان سرآسیاب یوسفی) هي منطقة ريفية تقع في إيران في Tropical Bahmai District. يقدر عدد سكانها بـ 5,145 نسمة .